# ویتفیلد، نورث‌همپتون‌شر
ویتفیلد (به انگلیسی: Whitfield) یک روستا و محله مدنی در بریتانیا است که در South Northamptonshire واقع شده‌است. ویتفیلد ۲۷۴ نفر جمعیت دارد.